# Nikolaj Sviščev-Paola

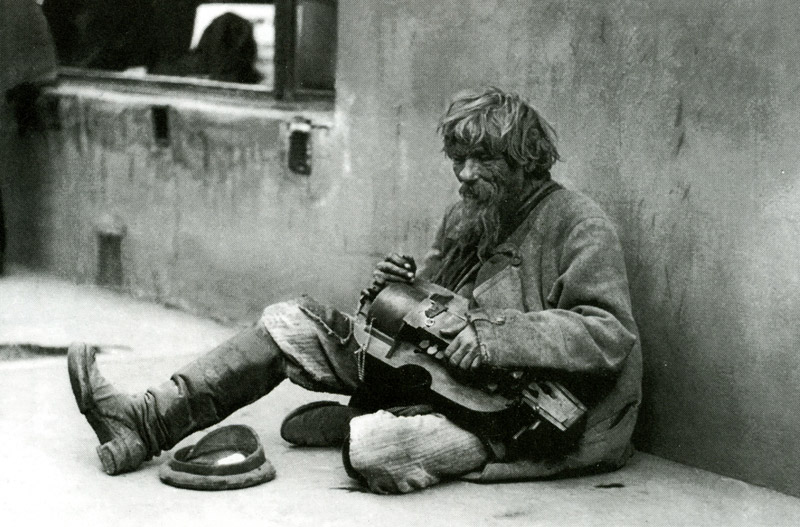
Nikolaj Sviščev-Paola: Žebrák s lyrou, asi 1900

Nikolaj Ivanovič Sviščev-Paola (rus. Николай Иванович Свищев-Паола, 1874 Moskva - 1964) byl sovětský fotograf. Specializoval se na dokumentární, fotografii aktů a portrétní fotografii.

## Životopis
Narodil se v roce 1874 v Moskvě. Jeho otec obchodoval s prádlem, matka Jekatěrina Kudrjavceva byla rolnice. Pracoval v tiskárně se strojírenskou technologií arabské gumy a bromolejotisku.
Při fotografování používal objektiv označovaný jako "monokl". Vynalezl způsob tisku obrázků na porcelán a sklo.
V období 1910-1920 se zúčastnil různých výstav a získal řadu ocenění. Zároveň portrétoval Sergeje Jesenina, Sergeje Lemeševa, Vasilije Ivanoviče Kačalova a mnoho dalších.
Na konci dvacátých let uspořádal výstavu fotografií Искусство движения.

## Ocenění
- Diplom Prezidia nejvyššího sovětu SSSR

## Galerie

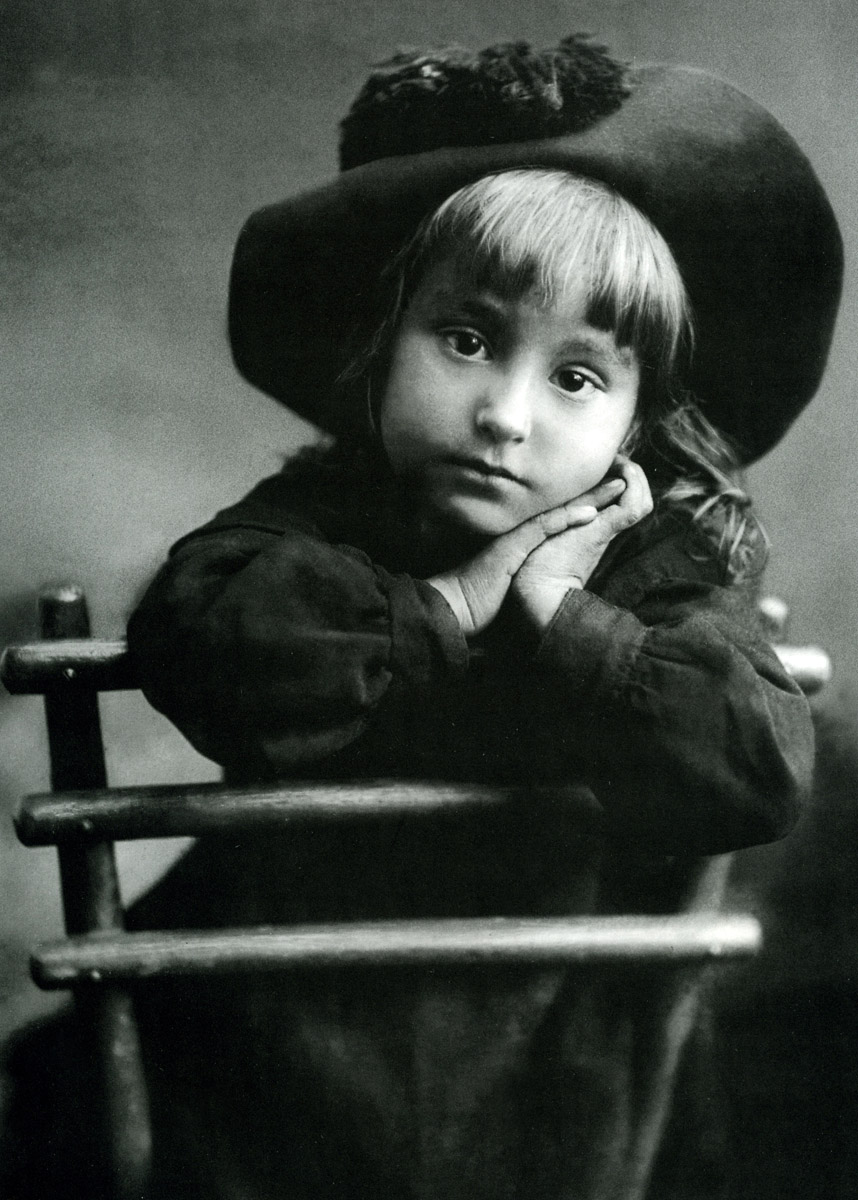
Dívčí portrét, 1910
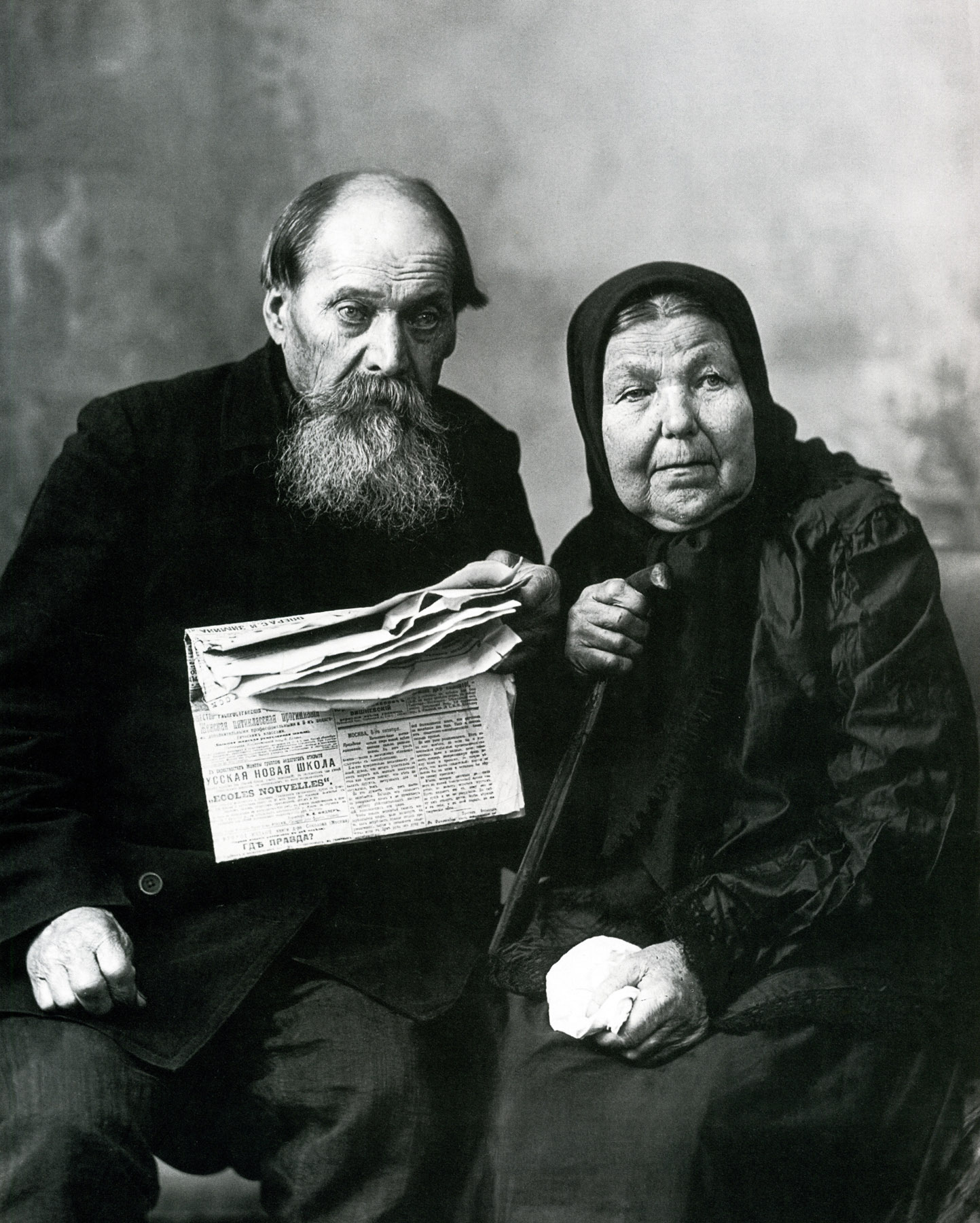
Ruský pár s novinami, 1900
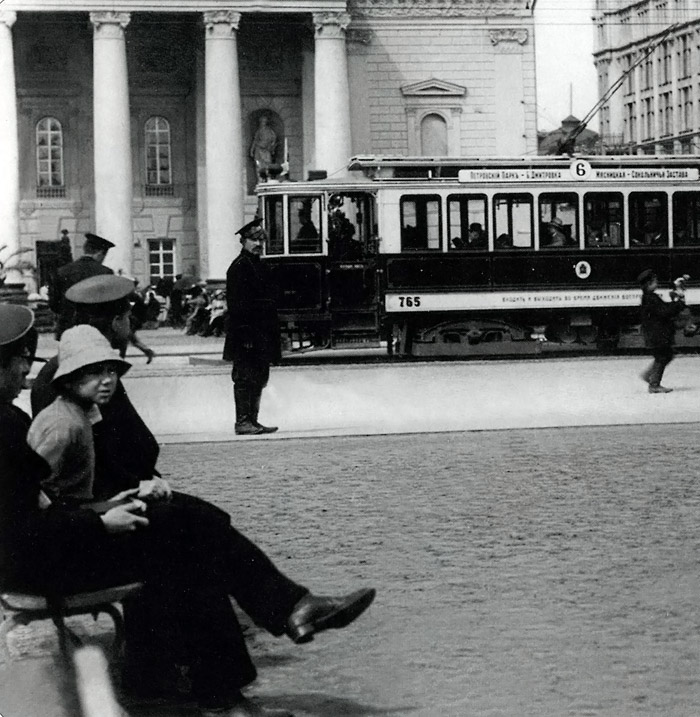
Zastávka tramvaje, Divadelní náměstí, Moskva, 1912